# خاچیک هواکیمیان
خاچیک هوُسپی هواکیمیان (ارمنی: Խաչիկ Հովսեփի Հովակիմյան؛  زادهٔ ۱۰ آوریل ۱۹۲۶ - درگذشته ۷ ژوئیهٔ ۱۹۹۵) روزنامه‌نگار، سیاستمدار اهل ارمنستان بود.

## زندگی‌نامه
وی در۱۰ آوریل ۱۹۲۶ در روستای تاووش به دنیا آمد و از دانشگاه دولتی ایروان (۱۹۴۹) فارغ‌التحصیل گشت. همچنین برندهٔ جوایزی همچون نشان پرچم سرخ کار و نشان برجسته افتخار شده است. وی در ۷ ژوئیهٔ ۱۹۹۵ در سن ۶۹ سالگی در ایروان درگذشت.

## نگارخانه

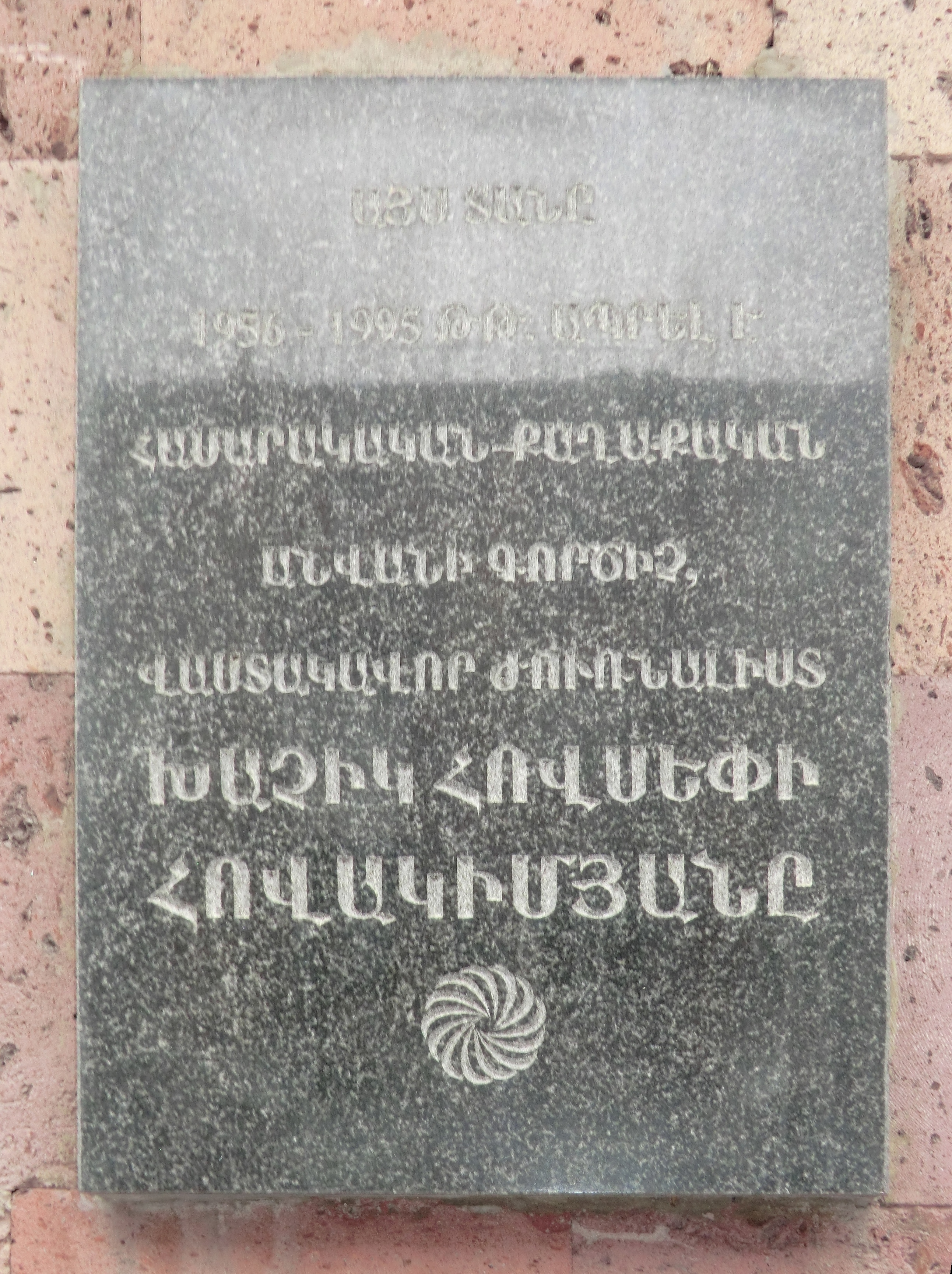
پلاک یادبود